# Wojciech Stępek
Wojciech Stępek (ur. 18 kwietnia 1809 w Haczowie, zm. 13 marca 1877) – poseł do Sejmu Krajowego Galicji I, II, III i IV kadencji (1861–1869, 1874–1877), ksiądz rzymskokatolicki, proboszcz w Domoradzu.
Rodzice Wojciecha Wincenty i Zofia z Pelczarskich posiadali w Haczowie zwykłe gospodarstwo pańszczyźniane i dom pod numerem 218. Wyświęcony na kapłana w 1835 przez 14 lat pełnił funkcje wikarego, 10 września 1849 dostał probostwo w Domaradzu. Wybrany w IV kurii obwodu Sanok, z okręgu wyborczego nr 27 Dubiecko-Brzozów. Wybrany na miejsce Antoniego Błaza, którego wybór unieważniono na sesji w 1863 roku. Wybór księdza Stępka został unieważniony, ale w kolejnych wyborach wybrano go ponownie. 26 kwietnia 1866 przemawia w Sejmie za ustawą o przymusowym ubezpieczeniu od ognia budynków kościelnych i parafialnych. Wniosek ten Sejm wbrew głosom posłów ruskich uchwalił. Na każdej sesji Sejmu walczył z pijaństwem ponawiał wnioski w sprawie ograniczenia ilości szynków, zaostrzenia sankcji karnych na pokątnych szynkarzy. Na posiedzeniu Sejmu 18 września 1874 zgłasza wniosek o jawność obrad Komisji drogowej, gminnej i budżetowej. Wniosek został przyjęty, a posłowie-chłopi na równi z innymi mogli się przysłuchiwać obradom. Ksiądz Wojciech Stępek na mocy testamentu oddał swój niewielki majątek (6.000 zł. reńskich) do rąk Kurii Biskupiej w Przemyślu, by ta z dochodu z odsetek wypłacała co roku 1—2 stypendia dla synów chłopskich z rodzinnej wsi z Haczowa udających się na dalsze studia do szkół poza Haczowem. Namiestnictwo we Lwowie zatwierdziło Akt fundacyjny 29 kwietnia 1878.